# Leonhard Grebner
Leonhard Grebner (* 6. Mai 1694 in Würzburg; † 2. September 1742 in Bamberg) war ein deutscher Jesuit und Hochschullehrer.

## Leben
Grebner nahm am 1. Dezember 1708 das Studium der Philosophie an der Universität Würzburg auf und bestand 1711 das Magisterexamen. 1711 trat er in Mainz in den Dienst des Jesuitenordens. Er nahm 1714 ein Studium der Theologie und des kanonischen Rechts auf. Er bestand das Examen zum Lic. theol. Auch erlangte er den Grad eines Dr. iur. can. Am 5. November 1723 wurde er als ordentlicher Professor der Philosophie an der Universität Heidelberg vereidigt. Dort war er 1725 Dekan an der philosophischen Fakultät.
Grebner ging 1726 nach Baden-Baden. Dort legte er am 15. August 1727 seine Profess ab. Später ging er als Professor der Theologie und hebräischen Sprache an die Würzburger Universität. Von 1732 bis 1738 lehrte er kanonisches Recht in Bamberg.

## Werke (Auswahl)
- Chronographia ex principiis astronomicis ad usum vitae civilis accommodata, sive Discursus de tempore astronomico, politico, ecclesiastico et correctione calendarii, Hörth, Heidelberg 1725.
- Tractatus historico-juridicus de statu ecclesiae et juris ecclesiae observantia sub regum et imperatorum stirpis ... Carolingicae imperio cum selectis observat. Bamberg 1739.
- De Sincera, ac Secura Artis Praecipue Diplomaticae, ac suo modo Sigillariae, & Numismaticae Crisi, Itemque Momentosa Quorundam Imperatorum, aut potius Regum Germanicarorum, Puta..., Gertner, Bamberg 1739.
- Tractatus historico-iuridicus, de statu ecclesiae et iuris ecclesiastici observantia, sub imperio regum et imperatorum stirpis Carolingicae: cum selectis observationibus studio iuris ecclesiastici inservientibus, Bamberg 1755.